# Сатино-Русское
Са́тино-Ру́сское — деревня в составе поселения Щаповское Троицкого административного округа города Москвы, до 1 июля 2012 года входила в Подольский район Московской области.

## Население
| 1859 | 1890 | 1899 | 1926 | 2002 | 2006 | 2010 |
| ---- | ---- | ---- | ---- | ---- | ---- | ---- |
| 215  | ↘200 | ↘146 | ↗178 | ↘24  | ↗28  | ↗75  |

Согласно Всероссийской переписи, в 2002 году в деревне проживало 24 человека (12 мужчин и 12 женщин). По данным на 2005 год в деревне проживало 28 человек.

## География
Деревня Сатино-Русское расположена в восточной части Троицкого административного округа, примерно в 45 км к юго-юго-западу от центра города Москвы, на левом безымянном притоке реки Мочи бассейна Пахры.
В 1 км юго-восточнее деревни проходит Варшавское шоссе, в 8 км к северо-западу — Калужское шоссе А130, в 1 км к северу — Московское малое кольцо А107, в 11 км к востоку — линия Курского направления Московской железной дороги.
В деревне одна улица — Заречная, приписано четыре садоводческих товарищества (СНТ). Ближайшие населённые пункты — посёлок Курилово и деревня Овечкино.

## История
Деревня была основана в XIV веке московским князем Иваном Калитой, предположительно тогда же был заложен деревянный храм Вознесения Господня. Позднее (с 1802 по 1819 года) был выстроен каменный храм Вознесения Господня.
По писцовым книгам 1627—1628 гг. село Сатино Русское на речке Колобенке относилось к Перемышльской волости Московского уезда, его владельцами были новокрещённые татары, в том числе вотчинник станичный татарин Богдан Байкишев, «что ему дано за московское за царя Васильево осадное сиденье, жеребий села Русского Сатина». В селе было восемь крестьянских дворов.
В «Списке населённых мест» 1862 года Сатино (Рузское, Русское) — владельческое сельцо 1-го стана Подольского уезда Московской губернии по правую сторону Московско-Варшавского шоссе, из Подольска в Малоярославец, в 13 верстах от уездного города и 15 верстах от становой квартиры, при речке Калябенке и колодцах, с 29 дворами, православной церковью, ярмаркой и 215 жителями (104 мужчины, 111 женщин).
По данным на 1899 год — село Клёновской волости Подольского уезда с 146 жителями.
В 1913 году — 27 дворов, в селе находились усадьба Воиновой, женская община и церковно-приходская школа.
По материалам Всесоюзной переписи населения 1926 года — центр Сатинского сельсовета Клёновской волости Подольского уезда в 1,6 км от Варшавского шоссе и 9,6 км от станции Гривно Курской железной дороги, проживало 178 жителей (84 мужчины, 94 женщины), насчитывалось 31 хозяйство, из которых 30 крестьянских.
1929—1963, 1965—2012 гг. — населённый пункт в составе Подольского района Московской области.
1963—1965 гг. — в составе Ленинского укрупнённого сельского района Московской области.
С 2012 г. — в составе города Москвы.

## Достопримечательности
В населенном пункте находится Храм Вознесения Господня Московской городской епархии Русской православной церкви (Московский патриархат). На деревенском кладбище при православном храме располагаются могилы Евгения Родионова — рядового пограничных войск РФ, погибшего в плену во время Первой чеченской войны, и Героя Советского Союза И. Г. Похлебаева.